# 제56회 영국 아카데미 영화상
제56회 영국 아카데미 영화상은 2002년의 최고의 영화를 기리기 위해 2003년 2월 23일에 열린 시상식이다. 런던 레스터 스퀘어, Odeon 극장에서 개최되었으며 사회자는 스티븐 프라이이다.

## 수상 및 후보

### 작품상
- 피아니스트 수상
- 갱스 오브 뉴욕
- 디 아워스
- 반지의 제왕 2 - 두 개의 탑
- 시카고

### 알렉산더 코다 상
- 무사 수상
- 디 아워스
- 막달레나 시스터즈
- 더티 프리티 씽
- 슈팅 라이크 베컴

### 데이빗 린 상
- 피아니스트 - 로만 폴란스키 수상
- 시카고 - 롭 마샬
- 반지의 제왕 2 - 두 개의 탑 - 피터 잭슨
- 갱스 오브 뉴욕 - 마틴 스코세이지
- 디 아워스 - 스티븐 달드리

### 칼 포먼 상
- 무사 - 아시프 카파디아 수상
- 라 만차 - 루시 다윈

### 남우주연상
- 갱스 오브 뉴욕 - 다니엘 데이 루이스 수상
- 피아니스트 - 애드리언 브로디
- 어바웃 슈미트 - 잭 니콜슨
- 어댑테이션 - 니콜라스 케이지
- 콰이어트 아메리칸 - 마이클 케인
- 프리다 - 알프리드 몰리나

### 여우주연상
- 디 아워스 - 니콜 키드먼 수상
- 디 아워스 - 메릴 스트립
- 몬스터 볼 - 할리 베리
- 시카고 - 르네 젤위거
- 프리다 - 셀마 헤이엑

### 남우조연상
- 캐치 미 이프 유 캔 - 크리스토퍼 월켄
- 어댑테이션 - 크리스 쿠퍼
- 디 아워스 - 에드 해리스
- 로드 투 퍼디션 - 폴 뉴먼

### 여우조연상
- 시카고 - 캐서린 제타-존스 수상
- 디 아워스 - 줄리안 무어
- 어바웃 어 보이 - 토니 콜렛
- 어댑테이션 - 메릴 스트립
- 시카고 - 퀸 라티파

### 각본상
- 그녀에게 - 페드로 알모도바르 수상
- 더티 프리티 씽 - 스티브 나이트
- 갱스 오브 뉴욕 - 제이 콕스 외
- 막달레나 시스터즈 - 피터 뮬란
- 이 투 마마 - 알폰소 쿠아론 외
- 디 아워스 - 데이비드 헤어

### 각색상
- 어댑테이션 - 찰리 카우프만 수상
- 어바웃 어 보이 - 피터 헤지스 외
- 캐치 미 이프 유 캔 - 제프 네이던슨
- 피아니스트 - 로널드 하우드

### 편집상
- 시티 오브 갓 - 다니엘 레젠드 수상
- 갱스 오브 뉴욕 - 셀마 슈메이커
- 시카고 - 마틴 월쉬
- 반지의 제왕 2 - 두 개의 탑 - D. 마이클 호튼 외
- 디 아워스 - 피터 보일

### 촬영상
- 로드 투 퍼디션 - 콘라드 L. 홀 수상
- 시카고 - 디온 비베
- 반지의 제왕 2 - 두 개의 탑 - 앤드류 레즈니
- 피아니스트 - 파웰 에델만
- 갱스 오브 뉴욕 - 마이클 볼하우스

### 음향상
- 시카고 - 마이클 밍클러 수상
- 해리 포터와 비밀의 방 - 데니스 레오나드 외
- 갱스 오브 뉴욕 - 필립 스톡턴
- 반지의 제왕 2 - 두 개의 탑 - 게리 섬머스 외
- 피아니스트 - 장 마리 블론델

### 의상상
- 반지의 제왕 2 - 두 개의 탑 - 엔길라 딕슨 외 수상
- 시카고 - 콜린 앳우드
- 프리다 - 줄리 웨이스
- 갱스 오브 뉴욕 - 샌디 포웰
- 캐치 미 이프 유 캔 - 메리 조프레즈

### 분장상
- 프리다 - 주디 친 외 수장
- 시카고 - 조단 세뮤엘 외
- 디 아워스 - 이바나 프리모락 외
- 반지의 제왕 2 - 두 개의 탑 - 피터 오웬 외
- 갱스 오브 뉴욕 - 만리오 로체티

### 특수시각효과상
- 반지의 제왕 2 - 두 개의 탑 - 리처드 테일러 수상
- 해리 포터와 비밀의 방 - 팀 버크 외
- 마이너리티 리포트 - 멜리사 다비 외
- 갱스 오브 뉴욕 - 다닐로 볼레티니 외
- 스파이더맨 - 존 다이크스트라

### 프로덕션디자인상
- 로드 투 퍼디션 - 데니스 가스너 수상
- 시카고 - 존 마이어
- 반지의 제왕 2 - 두 개의 탑 - 그랜트 메이저
- 갱스 오브 뉴욕 - 단테 페레티
- 해리 포터와 비밀의 방 - 스튜어트 크레그

### 외국어영화상
- 그녀에게 수상
- 이 투 마마
- 무사
- 시티 오브 갓

### 안소니 아스퀴스상
- 디 아워스 수상
- 시카고
- 캐치 미 이프 유 캔
- 갱스 오브 뉴욕
- 피아니스트

## 같이 보기
- 제75회 아카데미상
- 제28회 세자르상
- 제55회 미국 감독 조합상
- 제16회 유럽 영화상
- 제60회 골든 글로브상
- 제23회 골든 래즈베리상
- 제9회 미국 배우 조합상
- 제55회 미국 작가 조합상